# Badia de Guantánamo
|  | Per a la província de l'illa de Cuba, vegeu Província de Guantánamo. Per a la ciutat capital d'aquesta província, vegeu Guantánamo |

La Badia de Guantánamo és un indret de l'Illa de Cuba a la Província de Guantánamo controlat pels Estats Units. Aquest país exerceix el control de la regió des de l'any 1898, moment en què es va acabar la Guerra Hispano-estatunidenca. La badia conté una base naval dels Estats Units, molt coneguda actualment per acollir un polèmic centre de detenció de presumptes terroristes islamistes.

## Història
El nom de Guantánamo prové dels pobles indígenes que habitaven la zona abans de l'arribada de Cristòfor Colom, que atracà justament a la badia l'any 1494. Quan els espanyols prengueren el control de l'illa, la badia es va convertir en un dels ports més importants de la zona, degut a la seva configuració i la seva posició estratègica. El port va ser conquerit breument pels britànics durant el Setge de Cartagena d'Índies (1741) i rebatejat com a Badia de Cumberland fins al moment de la seva retirada.
Durant la Guerra Hispano-estatunidenca fou un indret clau de batalla, donat que els americans coneixien la seva importància estratègica fou un dels primers punts de ser atacats i conquerits. Un cop acabada la guerra, els Estats Units varen obligar el primer govern cubà independent, presidit per Tomás Estrada, a incloure una esmena a la nova constitució que passaria a la història com l'Esmena Platt. En aquesta s'establia que el govern estatunidenc tindria la jurisdicció de la badia amb propòsits militars, motiu pel qual s'hi va construir una base naval, entre altres instal·lacions. L'any 1903 es va firmar oficialment un tractat en el que es reconeix l'ús pels Estats Units a perpetuïtat a canvi de la defensa de Cuba pels Estats Units i del reconeixement de la nova República de Cuba. Aquest estatus especial no ha canviat ni tan sols amb la Revolució Cubana de 1959.
El govern Cubà s'ha oposat molt durament al manteniment de la presència dels Estats Units a la badia i l'ha boicotejat, argumentant que el tractat entre ambdós països viola la Convenció de Viena sobre el Dret dels Tractats, malgrat que l'aplicació d'aquesta convenció no té efectes retroactius. Per aquest motiu la badia s'ha hagut de convertir en autosuficient, construint plantes de dessalinització i important dels Estats Units i Jamaica tot el que consumeixen els seus habitants.
En l'actualitat la base de Guantánamo és l'única que el govern dels Estats Units té en sòl comunista.

## Camp de detenció

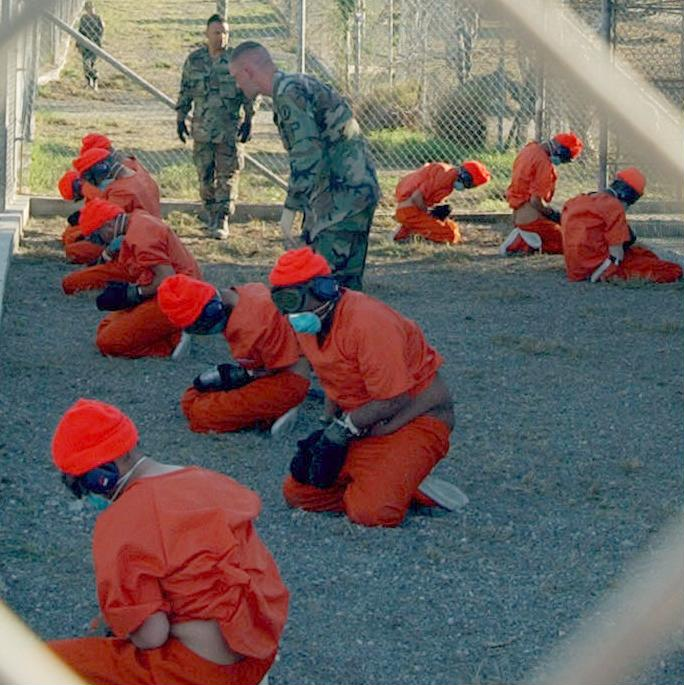
Detinguts arribant a Guantánamo el Gener de 2002

Des de la dècada dels 70, la base de Guantánamo ha servit com a camp de detenció. Inicialment s'utilitzà per allotjar-hi refugiats cubans i haitians interceptats en alta mar. Aquest ús, però, va ser declarat anticonstitucional el juny de 1993, motiu pel qual els refugiats foren alliberats.
En l'actualitat la base de Guantánamo s'ha fet tristament famosa internacionalment, ja que des de l'any 2002 és utilitzada com a centre de detenció de presumptes terroristes vinculats a Al-Qaeda la majoria presoners de la Guerra de l'Afganistan i de l'Iraq, alguns provinents de presons secretes a Europa, un escàndol que es va destapar a finals de 2005. Des de l'inici de la Guerra de l'Afganistan hi han passat més de 770 presoners, 420 dels quals han estat alliberats. La resta s'hi troben retinguts sota l'estatus de combatents enemics, un tractament especialment creat per evitar que els presos siguin considerats presoners de guerra, evitant així que gaudeixin dels drets que els atorgaria la Convenció de Ginebra. L'argumentació que s'ha donat per aquesta distinció és que els presoners no formaven part d'un exèrcit regular ni tampoc d'una guerrilla, fet pel qual no s'ajustarien a les definicions donades.
Com que en realitat els presos no es troben en territori estatunidenc, el govern de George Bush argumentà que no se'ls hi podien aplicar els drets constitucionals d'aquest país. Tanmateix, la Cort Suprema dels Estats Units va sentenciar l'any 2004 que aquesta argumentació no tenia base jurídica. Més recentment el mateix tribunal ha considerat que segons la Convenció de Ginebra és il·legal que els presoners siguin sotmesos a un consell de guerra.
El 21 de gener de 2009 la Casa Blanca anuncià que el President dels Estats Units, Barack Obama signà una ordre per clausurar el camp de detinguts abans del 2010 traslladant els seus presos a presons comuns.
Fins a 2006 havien passat pel centre al voltant de 759 presoners, la gran majoria afganesos, saudites i iemenites. Aquest nombre va ser descendint gradualment des de 2003, en ser retornats prop de mig miler als seus països d'origen, la majoria a Afganistan i Pakistan, però també a molts països europeus (Espanya, França, Regne Unit, Rússia, Suècia, Turquia i Bèlgica) i a uns altres com Aràbia Saudita, Austràlia, Bahrain, Bangladesh, Egipte, l'Iraq, Iran, Jordània, Kuwait, Líbia, Maldives, el Marroc, Mauritània, Sudan, Tadjikistan, Uganda i el Iemen. Al setembre de 2008 quedaven al voltant de 250. El 16 de gener de 2017 el govern federal dels Estats Units va anunciar que quedaven uns 45 detinguts.